# Maurizio Modica
Maurizio Modica (Palermo, 11 maggio 1968) è un conduttore radiofonico italiano.

## Carriera

### Gli inizi
Nato a Palermo, nel 1975 la sua famiglia si trasferisce a Peschiera Borromeo. Si iscrive all'Istituto turistico ma si concentra sul settore radiofonico. Nel 1983 apre Radio Rama, a Peschiera: in questa occasione cresce artisticamente, ispirandosi ai suoi modelli professionali quali Fausto Terenzi, Gianni Riso ed il decano Max Venegoni. Modica concepisce la radio come un mezzo capace di suscitare emozioni nella loro totalità e complessità. Nel 1984 lavora per Radio San Donato. Parallelamente con l'attività radiofonica si dedica all'intrattenimento in discoteca, lavorando con Nicola Savino presso l'Orsa maggiore di Lecco. Nel 1989 viene ingaggiato dall'emittente RTL 102.5, per poi lavorare a Rete 8.

### Gli anni novanta
Nel 1991 viene contattato da Rds per una collaborazione esterna da Milano: in coincidenza con l'apertura del Virgin Megastore, ex partner del network romano, Modica inizia a trasmettere sia per la radio del negozio sia per l'emittente romana con collegamenti all'interno dei quali si occupa delle interviste, delle classifiche relative ai dischi più venduti e degli aggiornamenti sulle novità discografiche di Milano. Nel 1992 viene assegnato alla sede centrale di Roma di Rds. Qui Modica inventa, a livello autoriale, un programma che alterna l'ironia, l'umorismo, l'attualità e l'intrattenimento, con la rassegna stampa iniziale delle riviste e dei giornali e il commento dei fatti del giorno. Conduce la Rds chart. In questi anni realizza numerosi servizi anche in trasferta come le dirette da Eurodisney, dal  festival di Sanremo e da 30 ore per la vita programma di beneficenza targato fininvest, oltre al Motorshow di Bologna. Si occupa in qualche occasione del rotocalco giornalistico del fine settimana con Francesco Pasquali e Alessandra Rotolo, in sostituzione di Teo Bellia, autore e conduttore di Dimensione Weekend. Dal 1999 cambia il palinsesto di Rds e gli viene affidato il timone orario fra le 12 e le 14 dal lunedì al venerdì, oltre all'intrattenimento nel contesto del mezzogiorno italiano, collabora con Enrico Mentana e Mino Taveri nel bar dello sport. Successivamente Rds ricalca il modello Rtl nella co-conduzione e si ritaglia lo spazio con Anna Pettinelli fra le 9 e le 12.

### Gli anni duemila
Nel 2001 conclude con RDS e nel 2003 inizia con Radio Capital. Dopo l'esperienza a Capital passa per un breve periodo a Dimensione suono 2. Successivamente, nel 2005, approda a Rai Radio 2  con Salve sono Maurizio e collabora con Fiorello e Baldini nel contenitore del Cammello di Radio 2 per Viva Radio2  “La sveglia”. In seguito lavora in varie realtà romane e non, come a Mana Mana e a Spazio Radio.
Nel 2009 lavora a Prima radio Palermo, mentre nel 2010 passa a Radio blu Fabriano. Voice over per programmi tv, l'ultimo per EndemolShine Italia SuperBrain edizione 2018 condotto da Paola Perego. Ha lavorato come doppiatore in Ocean's Eleven - Fate il vostro gioco e John Q.
Dal 17 febbraio 2020 è su Radio Padova e conduce il programma nella fascia oraria fra le 14 e le 17 tutti i giorni dal lunedì al venerdì.